# Thelypteris abdita
Thelypteris abdita är en kärrbräkenväxtart som beskrevs av George Richardson Proctor. Thelypteris abdita ingår i släktet Thelypteris och familjen Thelypteridaceae. Inga underarter finns listade.